# Grumman F-14 Tomcat
Il Grumman F-14 Tomcat è un aereo da combattimento supersonico bimotore a getto, biposto e con ala a geometria variabile. Sviluppato negli Stati Uniti d'America alla fine degli anni sessanta, l'aereo nacque in risposta al programma della United States Navy Naval Fighter Experimental (VFX), che seguì al fallimento del progetto General Dynamics/Grumman F-111B.

## Generalità
L'F-14 (il cui nome "Tomcat", in inglese gatto maschio, è l'ultimo rappresentante dell'illustre onomastica "felina" degli aeroplani militari della Grumman), volò per la prima volta il 21 dicembre 1970 e divenne operativo nel 1974 con la U.S. Navy, a bordo della USS Enterprise (CVN-65), rimpiazzando l'F-4 Phantom II. Imbarcato su portaerei l'F-14 operò con la marina statunitense come principale caccia da superiorità aerea, caccia intercettore per la difesa della flotta navale e come piattaforma per la ricognizione tattica. Negli anni novanta gli venne aggiunta la possibilità di imbarcare il pod Low Altitude Navigation and Targeting Infrared for Night (LANTIRN) e iniziò a operare anche come aereo da attacco al suolo.
L'F-14 fu ritirato dal servizio attivo solo dalla Marina degli USA il 22 settembre 2006 ed è stato sostituito dall'F/A-18E/F Super Hornet. Nel 2019 l'F-14 risultava operativo solo con la Niru-ye Havayi-ye Artesh-e Jomhuri-ye Eslami-e Iran, l'aeronautica militare dell'Iran, dove fu esportato nel 1976 quando quel paese manteneva ancora buone relazioni diplomatiche con gli Stati Uniti. Degli originari 79 esemplari consegnati nel 1976, ne restano in servizio circa 14 esemplari tutti aggiornati alla versione (non ufficiale) denominata F-14M. Dotato di radar (con maggior vocazione per l'attacco) e armamenti di derivazione russa, gli iraniani intendono mantenerlo in servizio.
L'F-14 è in grado di decollare in circa 600/900 metri a seconda del carico.

## Storia

### Sviluppo
L'F-14 nacque dall'esigenza della U.S. Navy di sostituire il vecchio F-4 Phantom II con un aereo che disponesse di un'avionica moderna, motori più potenti e affidabili, grande manovrabilità e soprattutto disponesse di un'effettiva capacità di attacco Beyond Visual Range (BVR), cioè oltre il raggio visivo. Ciò implicava che il nuovo modello disponesse di un ottimo radar e la capacità di lanciare missili a grande distanza dal bersaglio. Tutto al fine di garantire la migliore copertura aerea possibile.
Inizialmente, secondo le discusse e ancora oggi controverse direttive emanate dall'allora Segretario alla Difesa dell'amministrazione Kennedy, Robert McNamara (un unico modello sia per la Marina che per l'Aeronautica), era inteso che la U.S. Navy si dotasse della versione navalizzata del General Dynamics F-111 (F-111B), un cacciabombardiere già in dotazione all'USAF. Il modello però si rivelò poco adatto per operare sulle portaerei, troppo pesante, complesso e poco maneggevole, rendendolo inadatto alle specifiche richieste. Nonostante questo, il primo modello del Tomcat, l'F-14A, conservò alcune delle caratteristiche migliori dell'F-111: i motori Pratt & Whitney TF30, il sistema d'arma AN/AWG-9 e le ali a geometria variabile. L'aereo integrava il Central Air Data Computer, una serie di circuiti elettronici che vengono indicati come il primo microprocessore della storia, sebbene la definizione sia discussa. La versione A sarebbe dovuta essere transitoria; invece, divenne in assoluto la più diffusa. I primi modelli disponevano di vani alari che si estendevano fino alla porzione fissa dell'ala; queste cavità che si sarebbero dispiegate quando l'aereo era in massima freccia; si rivelarono inefficaci e furono sigillate.
La versione migliorata fu rinominata F-14B (denominata anche A plus o A+) e disponeva di un'avionica ed equipaggiamenti per le comunicazioni migliorati e di motori più potenti. I motori montati su questa versione furono i General Electric F110-GE-400, che garantivano una potenza maggiore e una resistenza maggiore allo stallo del compressore, la quale permetteva una maggiore sicurezza nelle manovre ravvicinate.
Il modello C era invece una versione migliorata studiata già all'inizio della carriera operativa della macchina, specie per quanto concerne l'aggiornamento dell'elettronica e i motori di nuovo modello; ma a causa di problemi economici, non venne mai tradotta in realtà operativa.
L'ultima versione è stata l'F-14D, le cui consegne cominciarono nel novembre del 1990, sia come macchine di nuova produzione, sia come "retrofit" sui modelli A. Oltre ai nuovi motori General Electric F110-GE-400 già utilizzati per la variante B, la versione D, detta anche Super Tomcat, disponeva di una nuova elettronica digitale, che comprendeva il radar AN/APG-71 (ibridazione tra l'AWG-9 e il APG-70 dell'F-15 Eagle), di nuovi disturbatori radar migliorati, trasmettitori automatici dei dati (datalink Link-16) e sensori televisivi e a infrarossi per la prima volta combinati, anziché in antitesi tra di loro.
L'ultima evoluzione prevista, il modello Tomcat 21, sarebbe stata ancora più moderna ed efficace della versione D, grazie a un'ulteriore riprogettazione di tutta la macchina, ma all'inizio degli anni novanta la fine della guerra fredda lo lasciò vittima dei tagli di bilancio che decurtarono pesantemente anche il programma per il modello D.
Nel settembre 2006, dopo 32 anni di servizio, la Marina degli Stati Uniti decise di non avvalersi più dell'F-14, sostituendolo con il più moderno, ma meno prestante, F/A-18E/F Super Hornet.

## Impiego operativo
L'F-14 Tomcat è stato il principale caccia da superiorità aerea della U.S. Navy e l'unica piattaforma da ricognizione tattica per la flotta, nel periodo dal 1972 al 2006. L'aereo è tuttora in servizio nell'Aeronautica militare dell'Iran, dove è operativo dal 1978.

### United States Navy
I Tomcat iniziarono a sostituire nel ruolo di aereo da caccia gli F-4 Phantom II nella marina statunitense a partire dal settembre 1974, quando vennero assegnati agli squadron VF-1 "Wolfpack" e VF-2 "Bounty Hunters" a bordo della USS Enterprise (CVN-65). L'anno dopo, parteciparono all'operazione Frequent Wind, l'evacuazione tra il 29 e il 30 aprile 1975 di civili americani e sud-vietnamiti da Saigon al termine della guerra del Vietnam, effettuando missioni del tipo "combat air patrol" ma senza essere impegnati in combattimento. L'F-14 in servizio con gli Stati Uniti, ha poi conseguito le prime vittorie aeree il 19 agosto 1981 al largo della Libia, nell'episodio noto come primo scontro aereo del golfo della Sirte. Due F-14 dello squadron VF-41 "Black Aces" vennero attaccati da due Sukhoi Su-22 "Fitter" libici. Gli americani evitarono i missili a ricerca termica AA-2 Atoll che furono lanciati contro di loro e risposero all'attacco abbattendo entrambi gli aerei della Al-Quwwat al-Jawwiyya al-Libiyya. Lo scontro con i libici si è di seguito ripetuto il 4 gennaio 1989, quando ancora una volta due F-14, questa volta dello squadron VF-32 "Swordsmen", abbatterono due MiG-23 "Flogger" nel corso del secondo scontro aereo del golfo della Sirte.

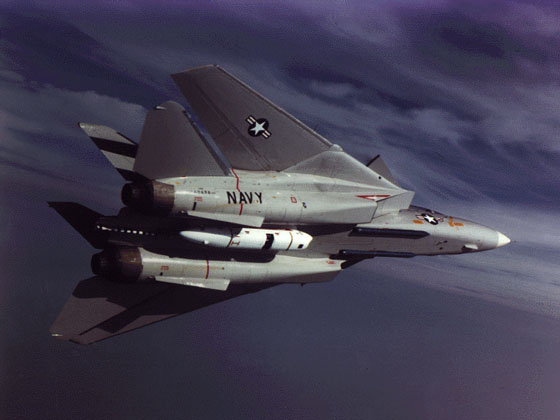
F-14 con il pod TARPS installato tra le gondole motori

In realtà, gli scontri nel Mediterraneo furono episodi di brevissima durata, mentre le prime vere operazioni intensive in zona di combattimento videro il Tomcat impiegato come aereo da ricognizione fotografica. L'aereo venne infatti designato come successore dell'RA-5C Vigilante e dell'RF-8G Crusader nel compito di ricognitore imbarcato. Per assolvere a questo ruolo, nel 1981 fu sviluppato il pod Tactical Airborne Reconnaissance Pod System (TARPS), che nel 1982, con il definitivo ritiro dal servizio degli RF-8G Crusaders, divenne il sistema di ricognizione tattico primario della Marina militare americana. Il TARPS era basato su un pod di 5,2 m, pesante 840 kg che veniva installato sotto l'aereo, nello spazio tra le gondole motore. Per potere operare con il pod, gli F-14 dovevano essere modificati. Uno dei due squadron di ogni stormo imbarcato su una portaerei, veniva designato come unità TARPS e aveva in dotazione almeno tre aerei in grado di operare con il pod e quattro equipaggi addestrati alle missioni di ricognizione.

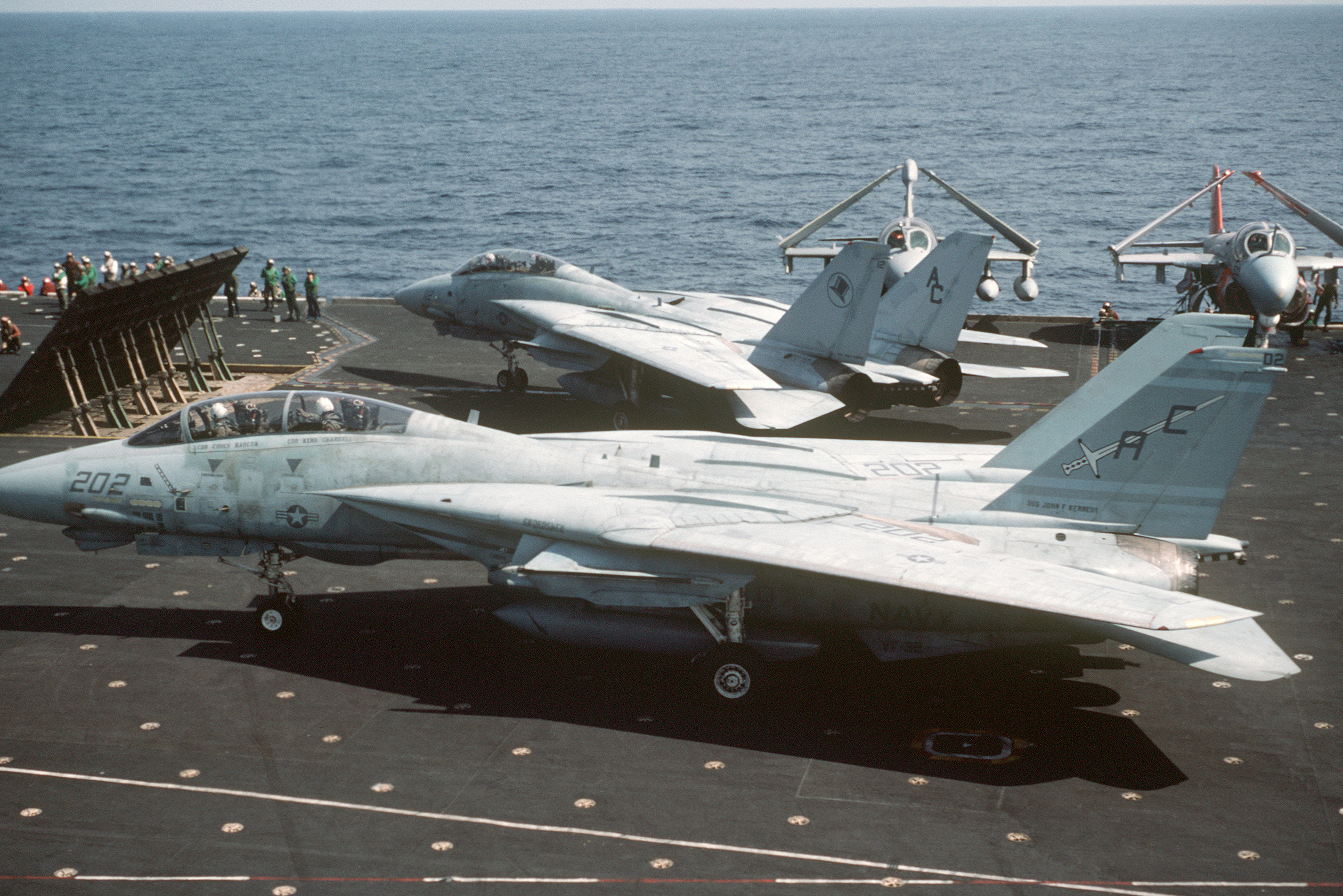
Due F-14 sul ponte della portaerei americana USS John F. Kennedy (CV-67)

Nei primi anni ottanta, gli F-14 TARPS vennero utilizzati in un gran numero di missioni fotografiche sorvolando la valle della Beqa' in Libano, Paese occupato nella sua parte meridionale nel 1982 da Israele, nel corso della operazione Pace in Galilea. L'aereo era troppo grande e all'epoca troppo vulnerabile per essere usato in missioni di ricognizione terrestri, ma malgrado ciò, vide il suo primo impiego intensivo in questo ruolo, effettuando missioni fotografiche molto richieste nel quadro dell'impegno statunitense nell'area. Gli equipaggi misero a punto speciali tattiche che prevedevano il passaggio ad alta velocità a quota intermedia, con lo scopo di diminuire la minaccia rappresentata dai missili terra-aria SA-7, posti a difesa degli obiettivi da fotografare. Nel contempo, venne prodotto un requisito per la soluzione urgente della vulnerabilità nel corso di queste missioni.
Il primo confronto tra Tomcat e la minaccia dei missili antiaerei basati a terra ci fu con un SA-2 in Somalia nell'aprile 1983, quando una batteria di missili locale non venne messa a conoscenza di un volo di due F-14 per una missione TARPS in preparazione di un'esercitazione internazionale in prossimità di Berbera. Un SA-2 fu lanciato contro il secondo dei due aerei, mentre eseguiva un rilievo cartografico dalla quota di 3 000 metri. L'equipaggio dell'aereo vide il lancio del missile e rientrò alla base a massima velocità evitando la minaccia. La richiesta inaspettata di missioni di ricognizione in aree di combattimento creò le condizioni per la rapida introduzione di ammodernamenti che consistevano nell'aggiunta di sensori da alta quota come il KA-93 36 Long Range Optics (LOROP) e l'Expanded Chaff Adapter (ECA). Vennero anche montati degli avvisatori radar commerciali "Fuzz buster", come soluzione provvisoria per l'avviso in caso di lancio dei missili SA-6.

#### Missioni US Navy
- 1975: F-14 Tomcat eseguono missioni di copertura durante l'evacuazione di Saigon nella fase finale della guerra nel Vietnam.
- 1981: F-14 Tomcat del VF-41 Black Aces abbattono due Su-22 Fitters libici dopo che uno dei due aerei aveva sparato un missile contro gli aerei statunitensi.
- 1983: F-14 Tomcat effettuano missioni di ricognizione sopra Grenada e sopra la Somalia.
- 1985: F-14 Tomcat scortano l'atterraggio in Italia, a Sigonella, di un Boeing 737, tra i cui passeggeri vi erano i terroristi responsabili del dirottamento della nave da crociera italiana Achille Lauro.
- 1986: F-14 Tomcat coprono le incursioni americane sulla Libia (operazioni Attain Document ed El Dorado Canyon).
- 1988: F-14 Tomcat appoggiano le operazioni offensive delle navi statunitensi nel corso dell'operazione Praying Mantis contro l'Iran
- 1989: F-14 Tomcat del VF-32 Swordsmen abbattono due MiG-23 Floggers libici colpendoli con 3 AIM-7 Sparrow (due salve tra i 27 e i 9 chilometri, la seconda ha successo) e un AIM-9 Sidewinder (contro il caccia superstite in fuga).
- 1991: dieci squadroni di F-14 Tomcat partecipano alla prima guerra del Golfo, ma il loro impiego fu ridotto data la mancanza di alcuni sensori per l'identificazione del fuoco amico necessari per soddisfare le stringenti regole di ingaggio. Ufficialmente abbattono un solo elicottero Mil Mi-8, subendo una perdita dovuta a un missile terra-aria[10]
- 1999: F-14 Tomcat parteciparono alle operazioni belliche in Jugoslavia sganciando 350 bombe a guida laser da 450 kg e 900 kg.
- 9 ottobre 2002: durante l'Operazione Enduring Freedom distruggono al suolo un aereo afgano.
- 8 febbraio 2006: ultima missione dell'F-14 con il lancio di una bomba in Iraq.

#### Ritiro dal servizio
Tutti gli esemplari di F-14 sono stati ritirati dal servizio nel 2006 (solamente dalla U.S. Navy). Gli ultimi esemplari, appartenenti al VF-31 Tomcatters, hanno volato il 22 settembre 2006 durante la cerimonia di addio. Il Tomcat è stato sostituito dall'F/A-18E/F Super Hornet, anche se la Grumman (ormai acquisita dalla Northrop) ha proposto, senza successo, diversi progetti per prolungargli la vita.

#### I Tomcat iraniani

##### Il programma

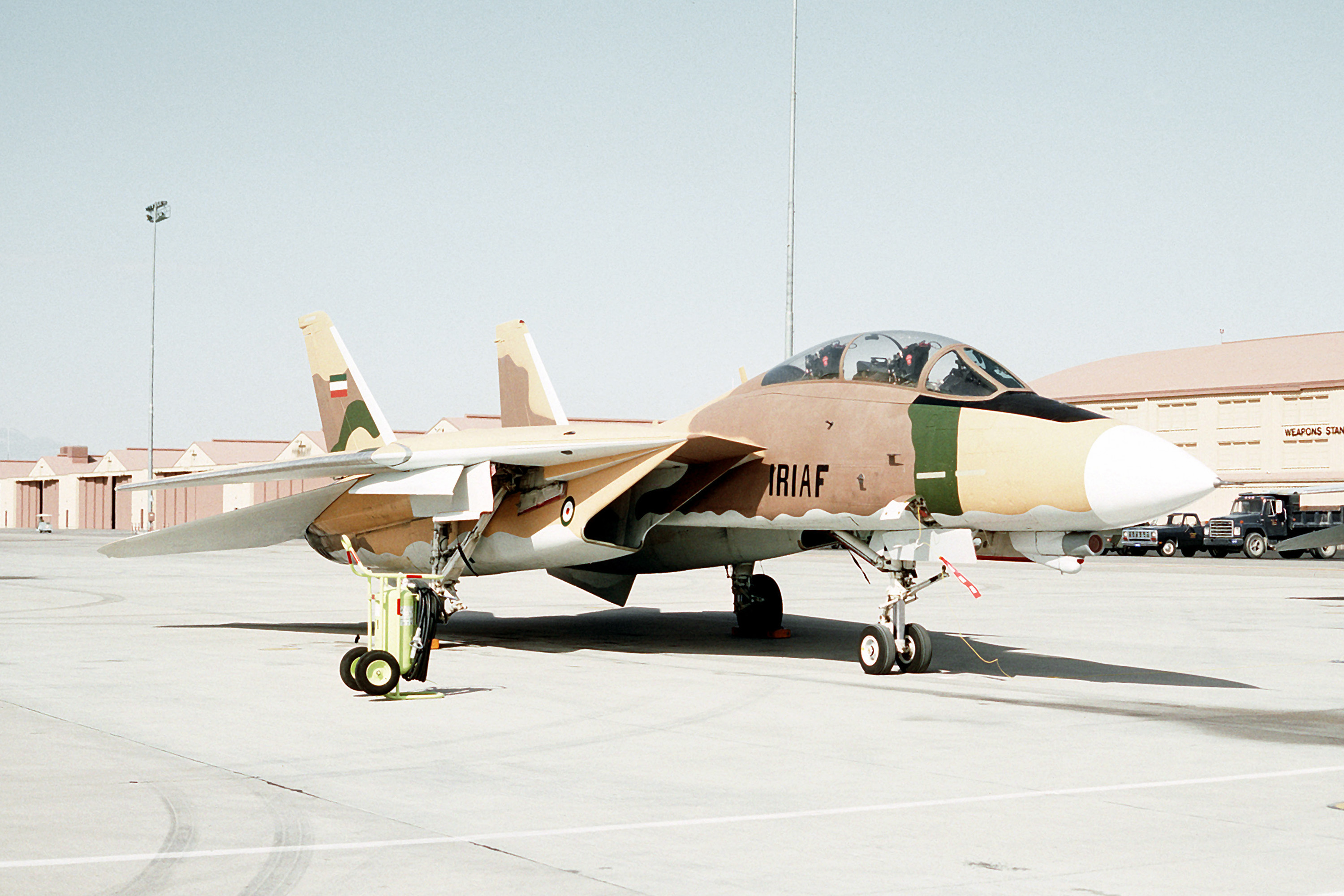
F-14 della US Navy dipinto con la livrea iraniana per le esercitazioni

Oltre alla marina statunitense, l'unico acquirente estero dell'F-14 fu l'Iran durante il regno dell'ultimo scià Mohammad Reza Pahlavi.
All'inizio degli anni settanta, l'Imperial Iranian Air Force (IIAF) era alla ricerca di un caccia moderno, nello specifico, uno in grado di intercettare i MiG-25 "Foxbat" sovietici, impedendo loro di eseguire voli di ricognizione violando lo spazio aereo persiano. Dopo una visita del presidente statunitense Richard Nixon in Iran nel 1972, durante la quale all'Iran venne offerta la possibilità di accedere alle tecnologie militari avanzate degli Stati Uniti, la IIAF ridusse a due modelli la competizione per il suo futuro caccia: l'F-14 Tomcat e il McDonnell Douglas F-15 Eagle.
La Grumman Corporation organizzò una dimostrazione comparativa tra Tomcat ed Eagle alla presenza dello scià, uscendone vittoriosa. Nel gennaio 1974, l'Iran ordinò 30 aerei e 424 missili AIM-54 Phoenix, avviando il progetto Persian King del valore di 300 milioni di dollari. Appena pochi mesi più tardi, l'ordine fu aumentato per portare il totale a 80 Tomcat e 714 Phoenix, oltre a parti di ricambio e motori di scorta per garantire un'autonomia di impiego di dieci anni. Dell'ordine facevano parte altri sistemi d'arma per gli aerei e infrastrutture di supporto, compresa la costruzione di una nuova grandissima base aerea, la Khatami Air Basenel deserto vicino a Esfahan.
Il primo F-14 fu consegnato nel gennaio 1976, modificato rispetto alle versioni USA solo per la rimozione dei sistemi avionici segreti, ma con i motori TF-30-414. Negli anni seguenti, furono consegnati altri dodici aerei e nel frattempo iniziò l'addestramento dei primi gruppi di equipaggi negli Stati Uniti, a cura della U.S. Navy. Durante questi corsi, gli allievi registrarono il successo nell'abbattimento con un missile Phoenix di un bersaglio teleguidato alla quota di 15 000 metri (50 000 piedi).

#### Gli anni settanta e la rivoluzione

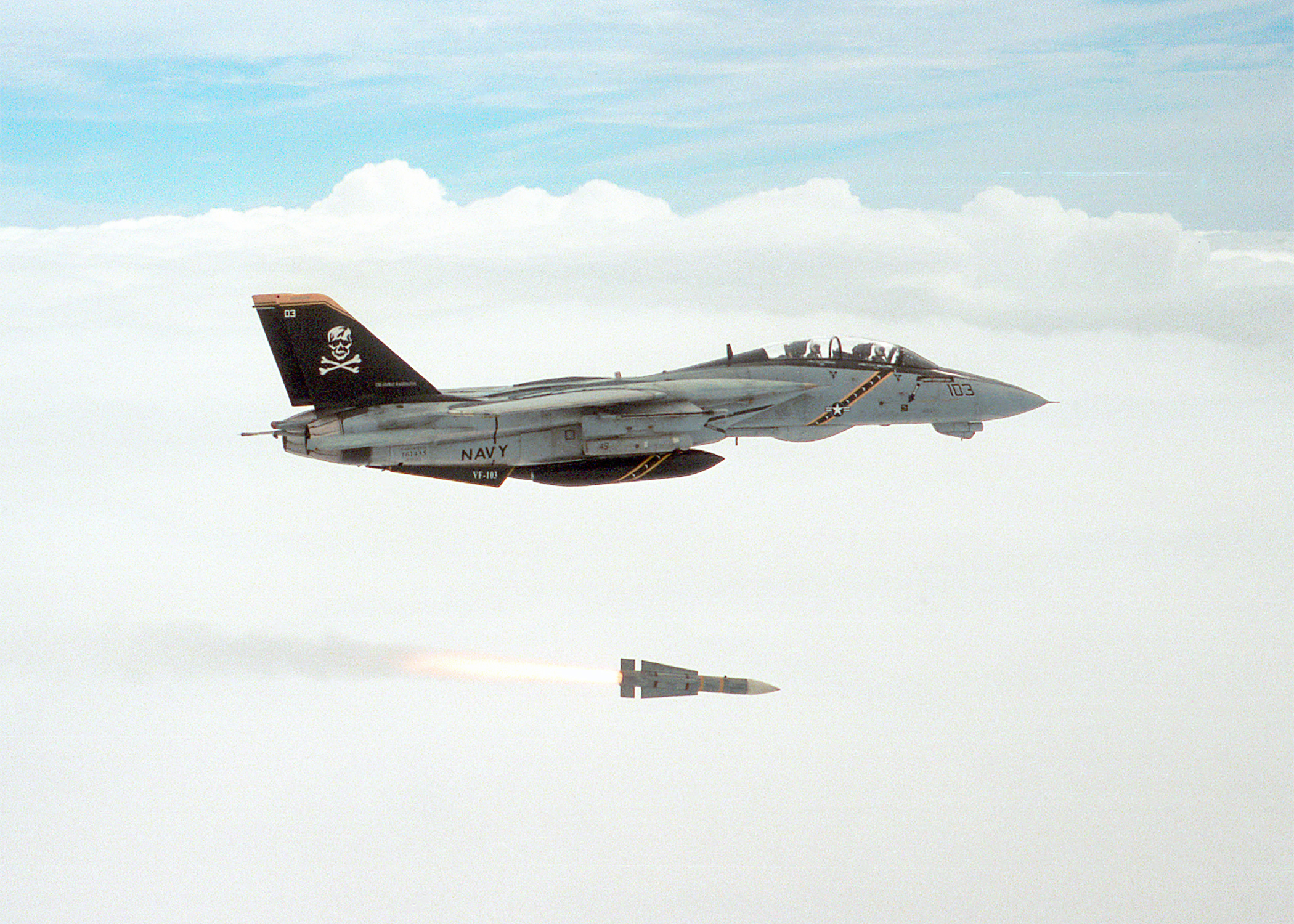
F-14 (VF-103 Jolly Roger) in volo mentre sgancia un missile aria-aria Phoenix

Non ci sono informazioni relative ad azioni di combattimento dei Tomcat iraniani nel corso degli anni settanta, in quanto la ragione principale dietro la loro acquisizione e il successivo impiego, era quella di intercettare gli aerei sovietici che tentavano di violare lo spazio aereo iraniano. Nell'ottobre 1978, due F-14 intercettarono un MiG-25 sovietico in volo ad alta velocità e quota sulla verticale del Mar Caspio, costringendolo a rinunciare alla missione di ricognizione sull'Iran, ponendo probabilmente fine ad altri tentativi simili da parte dei sovietici.
In seguito alla rivoluzione iraniana del 1979, l'aeronautica militare cambiò nome nel settembre 1980 in Niru-ye Havayi-ye Artesh-e Jomhuri-ye Eslami-e Iran, in lingua inglese Islamic Republic of Iran Air force o IRIAF e il governo provvisorio Bazargan cancellò la maggior parte dei contratti di armamenti di fornitura occidentale. Il deterioramento delle relazioni USA-Iran, portò a un embargo sulle forniture di armi verso quest'ultimo. Il divieto di esportazione ebbe effetto anche sull'ultimo Tomcat costruito per l'Iran che fu trattenuto negli Stati Uniti e ceduto alla U.S. Navy. Vennero trattenuti in America anche grossi lotti di pezzi di ricambio ordinati e in attesa di consegna.

#### Impiego operativo nella guerra Iran-Iraq 1980-1988
Anche dopo l'embargo, l'IRIAF riuscì comunque a rendere operativo un numero crescente di aerei, malgrado immensi problemi causati dalle ripetute purghe nel suo organico di ufficiali, alcuni dei quali furono giustiziati, altri imprigionati o forzati o a fuggire in esilio o al ritiro anticipato in pensione. La forza aerea sopravvisse e venne coinvolta nella guerra con l'Iraq. Solo poche informazioni sono disponibili circa l'impiego degli F-14 durante il conflitto. Le fonti di spionaggio occidentali riportavano che l'IRIAF era in declino all'inizio della guerra nel settembre 1980. Le stesse fonti affermavano che gli aerei erano stati in parte sabotati nel corso della rivoluzione dai tecnici americani e iraniani fedeli allo scià. La maggior parte dei piloti e tecnici iraniani addestrati negli Stati Uniti fuggì dall'Iran, temendo che i loro legami con il regime precedente li avrebbe posti in pericolo. Solo due allievi del primo corso di pilotaggio decisero di rimanere in patria. Le preoccupazioni si rivelarono fondate, in quanto molti appartenenti agli equipaggi e tecnici rimasti furono giustiziati o imprigionati, ma molti di questi vennero scarcerati allo scoppio del conflitto con l'Iraq.
Durante la primavera-estate del 1984 tre Dassault Super Étendard in prestito dalla Francia all'aeronautica militare irachena vennero intercettati dagli F-14 Tomcat iraniani; due Super Étendard furono abbattuti mentre il terzo riuscì a rientrare alla base nonostante fosse stato gravemente danneggiato.
Fonti USA stimavano tra quindici e venti il numero di F-14 iraniani operativi, ottenuti cannibalizzando parti dagli altri aerei. Fonti iraniane invece dichiaravano cifre più alte e l'IRIAF riuscì a mettere in volo venticinque aerei in occasione della parata dell'11 febbraio 1985 a Tehran. Nonostante i divieti di esportazione vigenti nel mondo, l'Iran era in grado di comprare parti di ricambio per i suoi aerei di produzione americana quali l'F-14, l'F-4 Phantom II e i Northrop F-5. Fonti giornalistiche indicano che la forza aerea poté approvvigionarsi di questi materiali grazie al traffico illegale con vari Paesi e anche con alcuni elementi dell'amministrazione USA, cosa che causò lo scandalo detto Irangate, oppure a seguito di produzione nazionale. L'Iran ha affermato di essere in grado di produrre tutte le parti necessarie, mentre i rapporti dei servizi di informazione statunitensi affermano che la capacità è del 70% del totale. Nel tempo, alcune persone sono state indiziate negli Stati Uniti di contrabbando di pezzi di ricambio. Nel 2000, due persone sono state accusate per questo traffico e Houshang Amir Bagheri compare nella lista dei maggiori ricercati da parte dell'United States Customs Service, l'ente che controlla le dogane, a causa dei suoi tentativi di comprare parti di aereo.
Secondo GlobalSecurity, gli F-14 venivano utilizzati come aerei da sorveglianza radar (AWACS). Per contrastarli, i Mirage F1-EQ iracheni volavano a bassa quota, salendo brevemente per illuminarli con il radar e lanciare contro di loro i propri missili aria aria tentando di ottenere successi. GlobalSecurity riporta che meno di venti aerei erano ancora in grado di volare nel 2000 e citava un rapporto secondo cui solo massimo sette per volta erano in grado di volare contemporaneamente.
Per molti anni si è pensato che l'Iran usasse gli F-14 principalmente come aerei radar, scortati e protetti da altri caccia, ma informazioni più recenti hanno indicato che questa valutazione era scorretta. Gli aerei furono utilizzati aggressivamente quando necessario, compreso l'uso come scorta ad aerei in missioni d'attacco in profondità nell'Iraq. Inizialmente i Tomcat iraniani effettuavano lunghi voli di pattuglia, alcuni della durata di nove ore, a difesa delle proprie basi aeree principali. Inoltre gli F-14 spesso scortavano gli aerei cisterna di supporto alle missioni d'attacco, esplorando con il loro radar alla ricerca di intercettori nemici in arrivo. Grazie al potente radar AWG-9 e ai missili a lungo raggio AIM-54 e AIM-7, i Tomcat potevano essere impiegati in ruolo offensivo anche senza lasciare lo spazio aereo iraniano.
Nel 2004 Tom Cooper ha pubblicato il libro Iranian F-14 Tomcat Units in Combat, basato principalmente su interviste a piloti iraniani. Nel libro vengono smentite molte delle risultanze dei rapporti precedenti. In particolare viene dato come numero totale degli abbattimenti aggiudicati agli F-14 un totale di 159. In particolare, in un episodio, viene riferito che quattro aerei iracheni furono abbattuti dall'esplosione di un solo missile Phoenix. Un singolo AIM-54 sparato nel luglio del 1982 dal capitano Hashemi avrebbe distrutto due MiG-23 in volo in formazione stretta.
Un pilota iraniano si distinse in combattimento, divenendo il più importante asso di tutti i tempi dell'F-14. Il maggiore Jalal Zandi è realisticamente accreditato di aver abbattuto nove aerei iracheni. Gli sono accreditati anche tre abbattimenti probabili, portando il totale a dodici. La lista comprende due MiG-23, due Su-22, un MiG-21, 3 Mirage F1 e un MiG 25. Nel febbraio del 1988 l'F-14 di Zandi venne abbattuto da un Mirage F1 iracheno, ma il pilota riuscì a eiettarsi con successo. Verso la fine della guerra i Tomcat dovettero confrontarsi con i caccia iracheni (forniti dai sovietici) di ultima generazione quali il Mig-29 e il MiG-25 RBS; in totale ne vennero abbattuti rispettivamente quattro e sei. Per tutti gli otto anni di guerra l'F-14 si comportò egregiamente divenendo l'aereo più temuto tra le file avversarie.

#### La situazione attuale
Nel gennaio 2007, è stato annunciato dal Dipartimento della difesa degli Stati Uniti, che ogni vendita di parti di ricambio di F-14 sarebbe stata sospesa a causa della preoccupazione che potessero finire in Iran. L'annuncio riportava che la decisione era stata presa "stante la attuale situazione in Iran". Il 2 luglio 2007 i rimanenti F-14 statunitensi sono stati demoliti per evitare che parti di ricambio finissero per essere acquistate da governi ostili agli americani. Si stima che l'Iran abbia quarantaquattro F-14, di cui venti operativi nel 2011. Al febbraio 2020 alcune fonti stimavano tra venti-venticinque velivoli operativi e aggiornati allo standard F-14M (ossia "Modernized"), che grazie agli upgrade di derivazione russa resteranno in servizio fino al 2030 anche per quanto concerne i motori mediante i Lyulka AL-31.

## Caratteristiche
Il Tomcat è stato progettato per assolvere contemporaneamente ai compiti di caccia da superiorità aerea e di intercettore navale a lungo raggio, con l'obiettivo di migliorare le prestazioni di combattimento aereo del F-4 Phantom II. La particolare conformazione della fusoliera e delle ali consentono al Tomcat, infatti, di cabrare e prendere quota più velocemente del suo predecessore, mentre i doppi timoni di coda ne aumentano la stabilità. L'F-14 è equipaggiato con un cannone a canne rotanti M61 Vulcan montato sul lato sinistro ed è in grado di essere armato con diverse tipologie di missili antiaerei (AIM-54 Phoenix, AIM-7 Sparrow e AIM-9 Sidewinder). Il cupolino che copre la cabina di pilotaggio è di tipo a goccia, per garantire una visibilità a 360°. I due motori sono alloggiati in apposite gondole ampiamente distanziate l'una dall'altra. La porzione di fusoliera tra le due gondole è sagomata in modo da partecipare alla generazione di portanza. Si pensi che la sola fusoliera è in grado di fornire dal 40% al 60% della portanza totale, in base alla configurazione alare utilizzata. Inoltre, tale zona alloggia sia parte dei serbatoi di combustibile sia sistemi avionici come il meccanismo di movimentazione delle ali e alcuni sistemi di volo.
Le prestazioni del Tomcat sono ancora oggi formidabili, nonostante il progetto risalga agli anni sessanta. Questo è dovuto alla grande potenza dei motori, che gli permettono di raggiungere una velocità di circa 2 500 km/h (circa Mach 2,4), e alle ali a geometria variabile. Questa particolare caratteristica rende l'aereo molto più efficiente in termini di aerodinamica: cambiando l'angolo di freccia dell'ala, si possono ottenere ottime prestazioni sia alle alte che alle basse velocità. L'angolo di freccia del Tomcat può essere variato in volo tra 20° e 68° e viene controllato automaticamente dal Central Air Data Computer, che modifica tale angolo per ottenere il rapporto portanza-resistenza ottimale al variare del numero di Mach. I piloti possono comunque bypassare tale meccanismo e controllare manualmente il sistema. Quando il velivolo è parcheggiato, le ali possono essere inclinate fino a 75°, sovrapponendosi agli stabilizzatori orizzontali, per risparmiare spazio sul ponte di volo delle portaerei. In caso di emergenza, l'F-14 è in grado di atterrare con le ali posizionate alla massima inclinazione (68°), anche se questo comporta un significativo incremento del rischio di incidenti a causa della velocità di atterraggio aumentata. In genere, quindi, in tali condizioni l'aereo viene dirottato dalla portaerei a una base di terra. L'F-14 ha, inoltre, dimostrato di essere in grado di volare e appontare in sicurezza anche con inclinazione asimmetrica delle ali.
Le ali hanno una struttura a doppia trave che integra i serbatoi di combustibile. Gran parte della struttura, compreso l'attacco delle ali alla fusoliera, i perni su cui ruotano le ali e il rivestimento superiore e inferiore delle ali, è realizzata in titanio, un materiale leggero, rigido e resistente, ma anche difficile e costoso da saldare. Non è provvisto di alettoni: il controllo del rollio è effettuato, a bassa velocità, mediante gli spoiler (i quali vengono automaticamente disabilitati quando l'angolo alare supera i 57°) e, ad alta velocità, mediante l'azionamento differenziale dei timoni di coda. È dotato di slat e flap sull'intera apertura alare utilizzati per aumentare la portanza sia nelle fasi di atterraggio sia di combattimento. Gli slat vengono posizionati a 17° per l'atterraggio e a 7° per il combattimento, mentre i flap vengono regolati a 35° per l'atterraggio e a 10° per il combattimento. Il layout a doppio timone di coda favorisce le manovre a elevato angolo di attacco, riducendo contemporaneamente l'altezza totale del velivolo favorendone il ricovero all'interno degli hangar a bordo delle portaerei. Al di sotto delle gondole motori sono posizionati due piloni per il montaggio di serbatoi ausiliari in grado di contenere ulteriori 1 800 kg di carburante. Nella parte anteriore all'ala erano originariamente montate due superfici retrattili a sagoma triangolare, estese automaticamente del Central Air Data Computer durante il volo ad alti numeri di Mach: venivano utilizzate per generare portanza supplementare nella parte anteriore del velivolo, davanti al centro di gravità, contribuendo così a compensare la tendenza picchiante caratteristica delle velocità supersoniche. Automaticamente estese al di sopra di Mach 1,4, hanno permesso al Tomcat di ottenere 7,5 g a Mach 2. Tuttavia in seguito sono state rimosse a causa del peso e della complessità che aggiungevano al sistema. Gli aerofreni sono costituiti da superfici estensibili posizionate al di sopra e al di sotto della porzione di fusoliera tra le gondole motore. In particolare, l'aerofreno inferiore è diviso in due metà per consentire l'alloggiamento e l'estensione del gancio di arresto.
Oltre alla grande ala, la fusoliera ha un effetto di sostentamento dovuto al ventre piatto presente tra le due gondole motori (lifting body), contribuendo alle qualità di manovra del velivolo il quale di fatto conta su una superficie alare maggiore di quella ufficialmente dichiarata. Tutte queste caratteristiche, comprendenti dieci superfici di controllo o sostentamento, permettono all'F-14 di essere molto manovrabile, considerando le sue dimensioni e il notevole peso che esso raggiunge anche con metà del carico di combustibile e di armamento, peso dovuto all'ala a geometria variabile e alla pesantissima avionica di bordo.
Il problema di avere dei motori all'altezza della situazione non venne invece risolto in maniera convincente perché, nonostante fossero tra i primissimi della nuova generazione a doppio flusso (turboventola), i TF30 risultavano poco affidabili, pronti a esplodere e ad avere malfunzionamenti di vario genere, oltre a non essere sufficientemente potenti. Il Tomcat ha risolto il problema, ma soltanto per una certa quantità di macchine delle produzioni più recenti B e D, con l'ibridazione delle tecnologie sviluppate per le macchine dell'USAF (motorizzazione dell'F-15), ma la rimotorizzazione e l'aggiornamento dell'avionica si sono dimostrati troppo costosi per estenderli a tutta la flotta, nonostante i piani originali lo prevedessero.
In ogni caso, la quantità di combustibile disponibile, per non dover dipendere da serbatoi esterni, raggiunge (grazie soprattutto ai serbatoi in fusoliera) il valore di 9 200 litri, a tutto vantaggio delle prestazioni pratiche, ma da tenere in considerazione quando la macchina è a pieno carico e impegnata in manovre complesse.
Il disegno dell'aeroplano comprende anche una doppia deriva, ergentesi sulle gondole motori anch'esse doppie e ben separate, per incrementare il controllo in assetti di volo critici, ma il Tomcat non sopporta la vite piatta, manovra da cui usualmente non riesce a uscire; questo è uno dei pochi limiti del velivolo, da considerare specialmente alle basse velocità.
Il grandissimo muso dell'aereo contiene l'abitacolo in tandem per i due membri dell'equipaggio, dotati di schermi catodici (all'epoca quasi assenti sugli altri aeroplani) e non molta strumentazione analogica. Nell'insieme è una generazione "ibrida", non ancora informatizzata come nei modelli immediatamente successivi. Entrambi i membri dell'equipaggio hanno un eccellente campo visivo grazie all'enorme tettuccio a goccia molto allungata, e alla posizione molto rialzata sulla fusoliera. Sono disponibili anche specchietti retrovisori. Davanti a loro vi è il comparto avionica principale, con il radar e i calcolatori di bordo, mentre a fianco sul lato destro in basso è posizionato il cannone M61 Vulcan (le munizioni, 675 colpi, sono invece contenute in un grande tamburo dietro l'abitacolo).
Il radar è l'AWG-9, pesante 626 chilogrammi (più del peso di un caccia della prima guerra mondiale), costituito da tecnologia elettronica parzialmente allo stato solido, ottimizzato esclusivamente per l'intercettazione. Il raggio operativo accreditato è di circa 250 km, con modalità avanzate come il TWS, VS, LD/SD e molte altre, troppe per essere tutte usate al meglio da un pilota medio. Le portate sono idonee a tutte le distanze utili e a tutte le quote, grazie al calcolatore e al filtro Doppler, il quale, analizzando gli echi di ritorno, riesce a distinguere tra gli oggetti in movimento e il terreno e stabilisce un contatto grazie al diverso eco captato. Può ingaggiare sei bersagli simultaneamente su ventiquattro tracciabili (un primato per molto tempo imbattuto), anche se i missili Phoenix, teoricamente sei, non vengono mai impiegati in numero maggiore di quattro, spesso solo due (con sei missili non si poteva appontare a causa del peso eccessivo). Tale radar è stato sostituito nelle versioni più recenti (F-14D) dall'APG 71, sua evoluzione diretta, che è digitalizzato, ha un raggio (nelle migliori condizioni possibili) di circa 370 km e varie migliorie nell'affidabilità e nell'aggancio di aerei ostili.

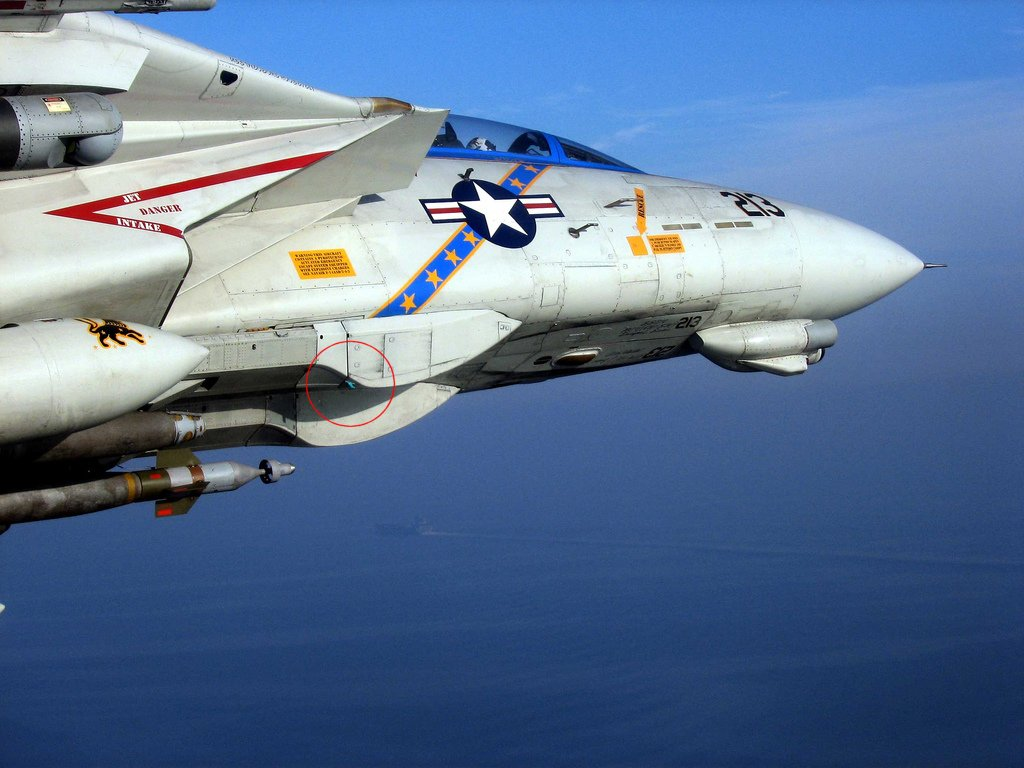
Particolare di un F-14 con una nuova antenna trasmittente sul pilone ventrale destro (nel cerchietto rosso)

Sotto al muso si notano delle protuberanze di diversa foggia e grandezza: si tratta dei sensori di scoperta passivi. Consueta è l'antenna di allarme radar prodiero, implementata nel sistema di difesa passivo dell'apparecchio (ve ne sono anche in coda), ma spesso sono presenti anche sensori ottici. All'inizio venne installato un sistema di scoperta infrarosso (IRST), ma dato che il radar si dimostrava sufficiente per le necessità e il sensore aveva una regolarità di funzionamento dubbia e una risoluzione dell'immagine scarsa, si preferì il TCS, una telecamera con teleobiettivo capace, con luce diurna, d'identificare un aereo o un altro oggetto a distanze molto superiori al normale ed evitando pertanto di non avere risorse per la scoperta e il puntamento a media distanza, tra l'occhio e il radar a lunga portata (capace di un raggio tra i 100 e i 200 chilometri), come avviene invece con l'F-15 Eagle. Alcuni piloti dell'USAF installarono dei mirini per fucili da caccia. Nel 1981 solo un Tomcat su sette ne era comunque equipaggiato, la maggior parte non aveva nessun sensore ottico. I Tomcat successivamente hanno implementato il TCS ma, per valorizzare le differenti caratteristiche, i modello D li hanno entrambi, TCS e IRST, oltre all'antenna dell'allarme radar.
Sono poi disponibili altre importanti attrezzature, in tema di comunicazioni: esiste una gamma di radio VHF e una UHF, un datalink di tipo Link-16 e un interfono, mentre nel campo ECM, oltre ai sensori d'allarme radar, esistono lanciatori di chaff e flare, un sistema di disturbo ALQ-100, 126 o 165 e un disturbatore dei datalink avversari. Il calcolatore principale aveva in origine una RAM di 32 kB, il meglio disponibile all'epoca (i primi F-15 ne avevano 26 kB, i Mig-29 8 kB, i Mig-23 4 kB).

### Elettronica di missione
Equipaggiamenti elettronici dell'aereo, elencati per le singole categorie in ordine d'apparizione:
- Radar: AWG-9, APG-71
- RWR: AN/ALR-45-AN/ALR-67
- IRST/TV: Northrop TCS
- ECM: ALQ-100 (contro radar acquisizione), ALQ-91 (contro datalink), ALQ-129 (contro radar illuminatori), AN/ALE-29 (chaff/flare), AN-ALE-39
- HUD: Kaiser AN/AWG-12
- Comunicazioni: datalink KY-28, terminale JTIDS, radio AN/ARC-51, 159, ricevitore UHF AN/ARR-69, TACAN, radiogonometro AN/ARA-50, radio non intercettabili Have Quick
- IFF: AN/APX-72

### Armamento
L'armamento del Tomcat è molto variegato e comprende:
- un cannone Vulcan M61A1 a sei canne rotanti

Fino a 8 missili suddivisi tra:
- AIM-9 Sidewinder a corto raggio (massimo 4 missili);
- AIM-7 Sparrow a medio raggio (massimo 6 missili); sono stati eseguiti test per aggiornare il Tomcat ai più prestanti missili AIM-120 AMRAAM, del tipo lancia e dimentica ma poi questo aggiornamento non è stato eseguito
- AIM-54 Phoenix a lungo raggio (fino a 200 km)massimo 6 missili. Le prime versioni erano studiate per abbattere bombardieri, l'ultima versione, la C, è stata digitalizzata e migliorata per abbattere anche bersagli molto manovrabili come caccia (per esempio velivoli russi come il MiG-29 e il Su-27) e missili sea-skimming[25].

Vi sono poi versioni equipaggiate con il sovracitato pod TARPS per la ricognizione e altre con il pod LANTIRN per sganciare bombe sia convenzionali non guidate e sia a guida laser.

## Varianti
In totale sono stati costruiti 712 F-14 tra il 1969 e il 1991. Il montaggio finale e le prove in volo venivano effettuate presso lo stabilimento Grumman di Calverton a Long Island nello Stato di New York, mentre le fasi iniziali del montaggio e l'assemblaggio parziale delle cellule erano eseguite nel vicino stabilimento Grumman di Bethpage, sede degli uffici tecnici. Più di 160 velivoli tra quelli impiegati dagli USA vennero distrutti in incidenti.

### F-14A
L'F-14A era l'iniziale variante caccia biposto ognitempo per la marina militare degli Stati Uniti ed effettuò il primo volò il 21 dicembre 1970. I primi dodici F-14A erano dei prototipi e talvolta venivano denominati YF-14A. In seguito, vennero modificati per le prove di integrazione con i sistemi d'arma per il bombardamento di precisione.
La U.S.Navy ricevette 478 F-14A, mentre 79 furono consegnati all'Iran. L'ottantesimo F-14A fabbricato per l'Iran, fu consegnato alla Marina Militare americana a seguito dell'embargo. Gli ultimi 102 F-14A furono consegnati con motori TF30-P-414A migliorati.

### F-14B

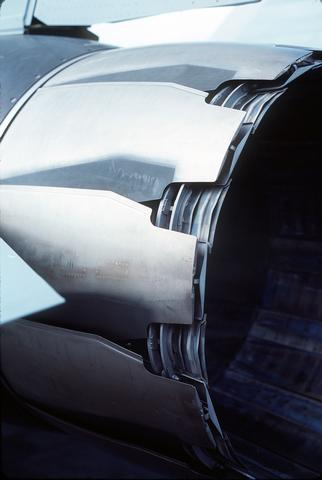
I particolari petali del postbruciatore, elemento caratteristico del motore GE F110

L'F-14 fu sottoposto al primo di molti aggiornamenti principali nel marzo 1987, divenendo F-14A Plus (o F-14A+). Il motore P&W TF30 fu sostituito con il più potente GE F110-400. Sugli F-14A+ venne anche installato il sistema di Radar Homing and Warning (RHAW) ALR-67, all'epoca lo stato dell'arte per questi apparati. La rimanente parte dell'avionica rimase immutata, tra cui il radar AWG-9. Gli F-14A+ vennero più tardi ridesignati F-14B a partire dal 1º maggio 1991. Vennero costruiti 38 F-14B nuovi e 48 F-14A vennero aggiornati alla variante B.
Il motore Pratt & Whitney TF30 era stato soggetto sin dall'inizio, alla tendenza ad andare in stallo del compressore in caso di brusche manovre sulle manette per la richiesta di potenza in condizioni di volo con assetto ad alto angolo di attacco, o in volo al di sopra dei 10 000 metri di quota.
I nuovi motori F110 fornivano 103 kN di spinta (fino a un massimo di 123 kN con postbruciatore), rispetto ai 93 kN dei TF30. La spinta aumentata consentiva al Tomcat di avere un rapporto spinta-peso migliore di 1:1 in configurazione con poco combustibile. La spinta generata dal motore anche senza postbruciatore era sufficiente per i decolli da portaerei, aumentando ulteriormente la sicurezza. Con questa motorizzazione, l'F-14 poteva volare in crociera tranquillamente al di sopra dei 10 000 metri, aumentando autonomia e capacità di sopravvivenza in combattimento. L'F-14B venne realizzato in tempo per partecipare all'operazione Desert Storm.
Verso la fine degli anni novanta, 67 F-14B furono sottoposti a modifiche per estendere la vita delle cellule e aggiornare i sistemi avionici offensivi e difensivi. La variante dopo l'aggiornamento divenne nota come  F-14B Upgrade .

### F-14D
L'ultima variante dell'F-14 fu l'F-14D Super Tomcat, la cui prima consegna fu nel 1991. I motori TF-30 originali furono sostituiti con gli F110-400, simili a quelli dell'F-14B. L'F-14D aveva in dotazione nuovi sistemi avionici digitali, incluso un glass cockpit, e sostituì il radar AWG-9 col più nuovo AN/APG-71. Tra le modifiche venne incluso un nuovo disturbatore radar Airborne Self Protection Jammer (ASPJ), gli apparati per il Joint Tactical Information Distribution System (JTIDS), nuovi sedili eiettabili SJU-17(V) Naval Aircrew Common Ejection Seats (NACES) e il sistema Infra-red search and track (IRST).

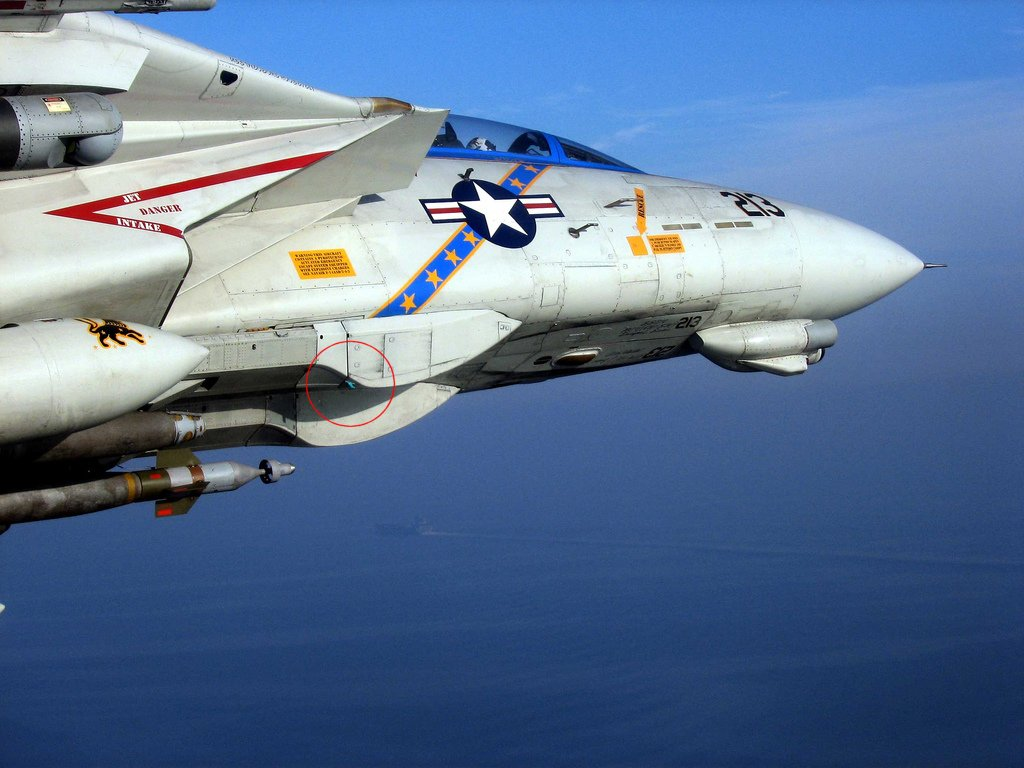
Un F-14D(R) con l'antenna del sistema ROVER (evidenziata dal cerchio)

Sebbene l'F-14D dovesse essere la versione definitiva del Tomcat, non tutte le unità della flotta ricevettero la variante D. Nel 1989, il Segretario della Difesa Dick Cheney rifiutò di approvare l'acquisto di nuovi F-14D al costo di 50 milioni di dollari l'uno e spinse invece per una modernizzazione della flotta esistente al costo di 25 milioni di dollari ad aereo. Il Congresso decise di non fermare la produzione e trovò i fondi per 55 aerei come parte di un compromesso: 37 aerei furono costruiti da nuovi e 18 F-14A furono aggiornati alla variante D, designata F-14D(R) con R per rebuilt-ricostruito. Venne pianificato un aggiornamento al software del computer dell'F-14D per dotare la variante della capacità di utilizzo del missile AIM-120 AMRAAM, ma l'aggiornamento fu in seguito cancellato.
Sebbene gli aggiornamenti avevano mantenuto l'F-14 competitivo con le tecnologie degli aerei da combattimento più moderni, Cheney bollò la tecnologia degli F-14 come «tecnologia anni sessanta» e il programma F-14 come un «programma per il mantenimento di posti di lavoro». Nonostante una intensa campagna di proposte Grumman per un sostituto, Cheney pianificò di sostituire l'F-14 con un caccia non fabbricato dalla Grumman. In effetti, quando il programma fu cancellato, si valutò che furono colpiti 80 000 posti di lavoro, tra dipendenti della Grumman, subappaltatori e personale di aziende di supporto. L'F-14D ricevette l'aggiornamento ROVER III a partire dal 2005.

### Varianti proposte

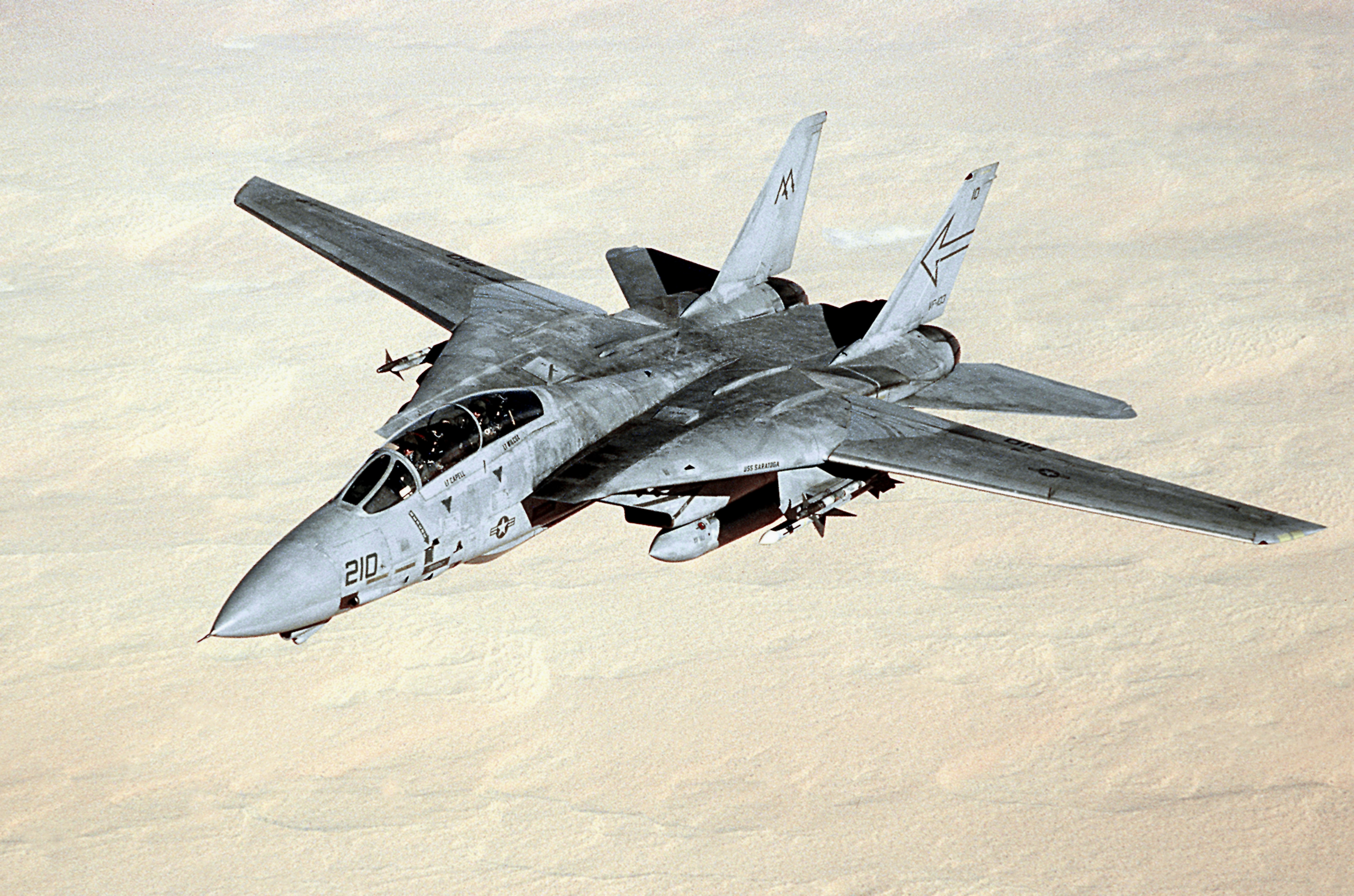
F-14 in volo durante la guerra del Golfo

L'F-14C era una variante proposta dell'F-14B iniziale (con i motori F401) dotata di avionica polivalente.
La Grumman propose tre versioni ulteriormente migliorate del Super Tomcat. La prima era la Quickstrike, un F-14D con pod per la navigazione e designatori di bersagli, attacchi per carichi subalari supplementari e modifiche per consentire la capacità di attacco al suolo al radar. Il Quickstrike avrebbe ricoperto il ruolo dell'A-6 Intruder dopo il ritiro dal servizio di questo. Il progetto non venne considerato valido dal Congresso, così la società cambiò piano e propose il Super Tomcat 21. Si trattava di un'alternativa dal costo più basso al progetto Navy Advanced Tactical Fighter (NATF). Il nuovo aereo Grumman avrebbe avuto la stessa struttura del Tomcat e un radar migliorato AN/APG-71. I nuovi motori GE F110-129 avrebbero fornito la capacità di supercrociera, cioè volo supersonico a Mach 1,3 senza la necessità di utilizzo dei postbruciatori (con conseguente risparmio di carburante), oltre che la spinta vettoriale, la quale avrebbe conferito al rinnovato F-14 una straordinaria maneggevolezza. La versione avrebbe avuto una maggiore quantità di combustibile e le superfici di controllo sarebbero state modificate per consentire miglioramenti al decollo e velocità di avvicinamento in atterraggio più basse. L'Attack Super Tomcat 21 fu l'ultima delle tre proposte. Prevedeva ancora maggiori capacità di combustibile, maggiori miglioramenti alle superfici di controllo ed eventualmente un radar Active Electronically Scanned Array (AESA) proveniente dal programma cancellato di aereo di attacco A-12. Alla fine l'Attack Super Tomcat venne giudicato troppo costoso e la U.S.Navy decise di seguire il programma F/A-18E/F per il ruolo di aereo multiruolo con capacità di attacco al suolo.

## Livree
Stati Uniti

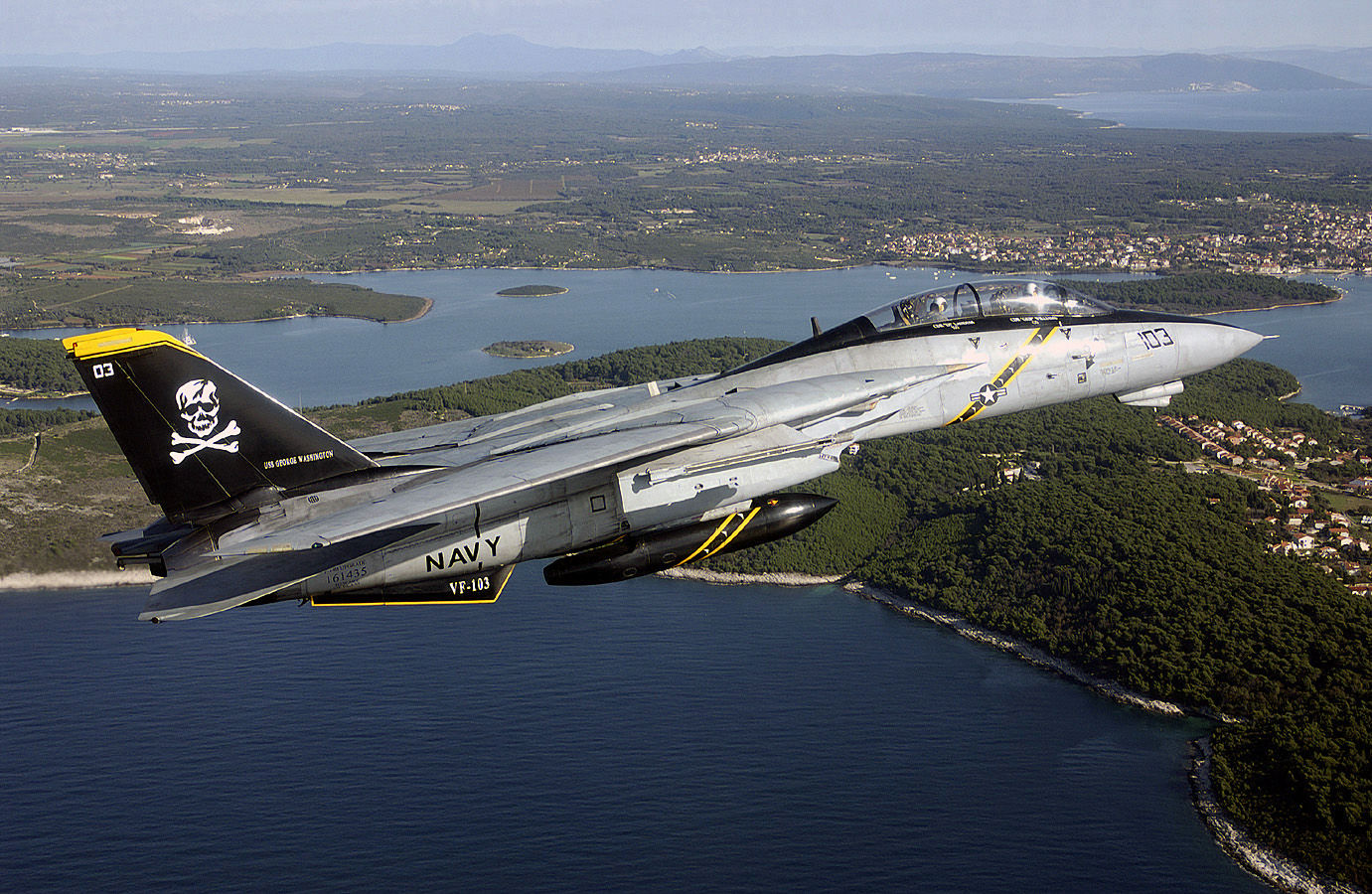
Un F-14 dell'US Navy del VF-103 "Jolly Roger" in volo sopra Pola (Croazia) nel 2002

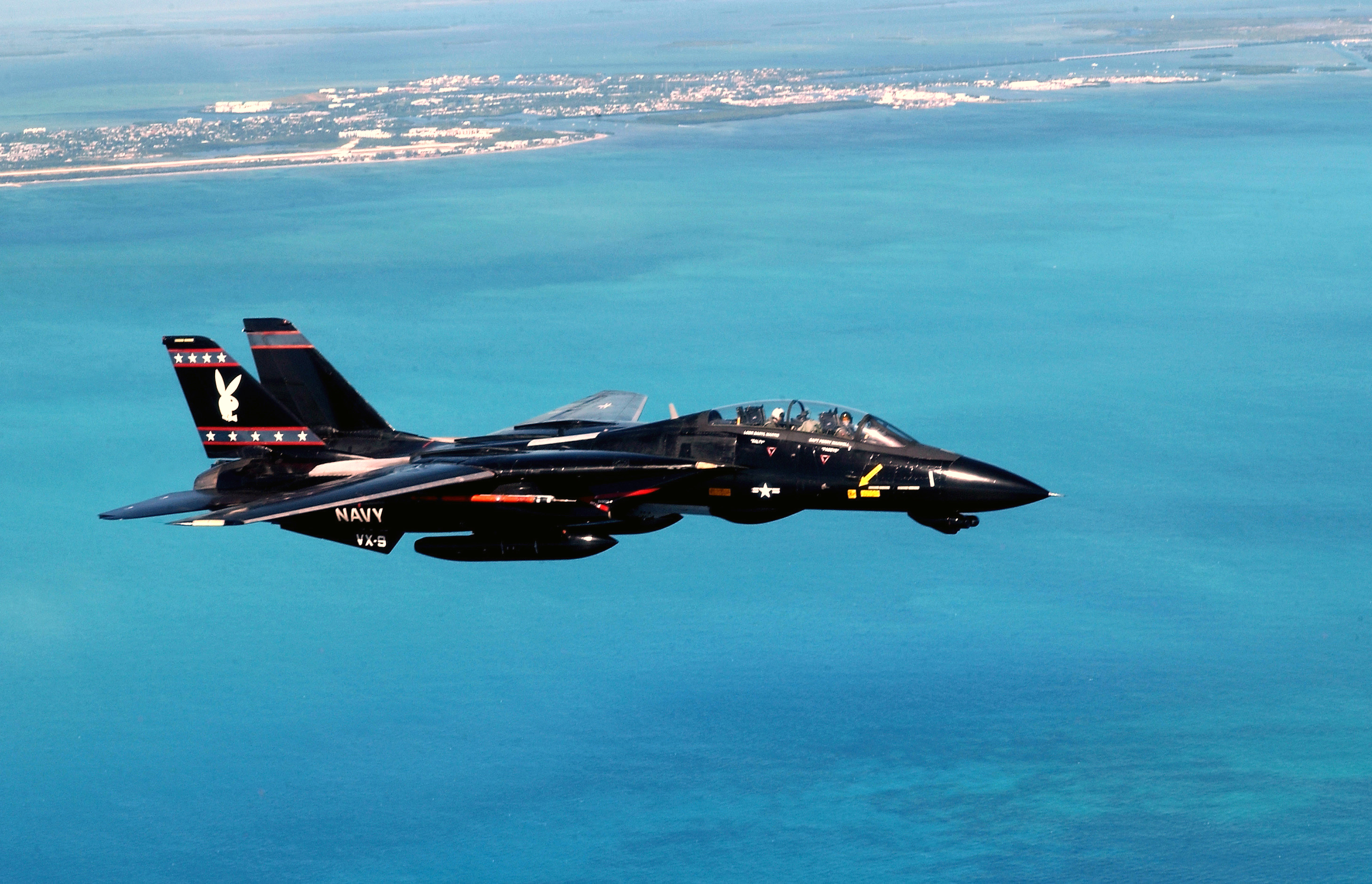
Un F-14 americano del Air Test and Evaluation Squadron Nine (VX-9) con una livrea speciale

La colorazione dei Tomcat della U.S. Navy era inizialmente quella usata per tutti gli aerei imbarcati, ovvero grigio chiaro opaco FS36440 su tutte le superfici superiori e laterali e bianco lucido FS17875 per tutte le superfici inferiori e le superfici mobili di controllo.
Nel 1978 gli aerei vennero ridipinti interamente in grigio chiaro opaco FS36440.
Nei primi anni ottanta venne introdotta per tutti gli aerei della U.S. Navy una nuova colorazione basata su diverse tonalità di grigio, usati anche per le insegne al posto dei colori vistosi.
Per il Tomcat e il Phantom la livrea era grigio bluastro FS35237 sulle superfici superiori e l'interno delle derive, grigio medio FS36320 sulle superfici laterali della fusoliera ed esterne delle derive e grigio chiaro FS36375 sulle superfici inferiori.
 Iran
La colorazione dei Tomcat iraniani era quella già usata per i Phantom, cioè una livrea desertica a chiazze di marrone scuro FS30140, marrone chiaro FS20400 e verde scuro FS34079 sulle superfici superiori e laterali e grigio chiaro FS36622 per tutte le superfici inferiori.

## Utilizzatori
Iran
- Niru-ye Havayi-ye Shahanshahiy-e Iran

 Iran
- Niru-ye Havayi-ye Artesh-e Jomhuri-ye Eslami-e Iran

Dei 79 consegnati a partire dal 1976, restano in servizio, al febbraio 2020, 12 o 14 esemplari in quanto uno è andato perso a maggio 2019. Mentre secondo altre fonti dai 20 ai 25 F-14M resteranno in servizio fino al 2030.
- 72nd TFS: F-14A, dal 1976
- 73rd TFS: F-14A, dal 1977
- 81st TFS: F-14A, dal 1977
- 82nd TFS: F-14A, dal 1978
- 83rd TFS: F-14A,[41]

 Stati Uniti
- United States Navy (ritirati)

## Nella cultura di massa
Il film che rese famoso l'F-14 Tomcat al grande pubblico fu Top Gun (1986), di Tony Scott, con Tom Cruise, Anthony Edwards, Val Kilmer e Kelly McGillis. Nel film Countdown dimensione zero (1980) di Don Taylor, a causa di un viaggio nel tempo, si assiste a un improbabile duello aereo tra F-14 e due Mitsubishi A6M Zero. Nel 1997 fa un'apparizione nel film Turbulence - La paura è nell'aria, in cui un agente del FBI, Frank Sinclair, manda il jet ad intercettare il volo TransContinental 47 per via di un criminale, Ryan Weaver, dentro all'aereo che vuole far schiantare a Los Angeles. Compare anche nel primo episodio dell'anime Macross Zero. Il velivolo appare in alcune scene del sequel Top Gun: Maverick del 2022. Al velivolo sono dedicati i videogiochi Tomcat (Players 1989 per molti home computer), F-14 Tomcat (Activision 1989 per C64 e DOS), Dan Kitchen's Tomcat: The F-14 Fighter Simulator (Absolute 1989 per Atari 2600 e 7800), F-14 Tomcat (Majesco 2001 per GBA), Fleet Defender (MicroProse 1994 per DOS e PC98), Turn and Burn: No-Fly Zone (Absolute 1994 per SNES), Tomcat Alley (SEGA 1994 per Mega CD e Windows). È inoltre presente nella versione F-14A Early e F-14B nel gioco War Thunder.